# 福島県道23号会津高田上三寄線
福島県道23号会津高田上三寄線（ふくしまけんどう23ごう あいづたかだかみみよりせん）は、福島県大沼郡会津美里町から会津若松市に至る県道（主要地方道）である。

## 概要

### 路線データ
- 総延長： 11.395 km[要出典]
- 実延長：11.395 km[要出典]
- 起点：大沼郡会津美里町高田（国道401号交点）
- 終点：会津若松市大戸町上三寄（国道118号交点）

### 道路施設
竹原橋
（会津美里町　宮川）
西ノ沢橋
- 全長：18.5 m
- 幅員：11.0 m
- 竣工：1929年（昭和4年）[1]

会津美里町穂馬字後田甲にて一級水系阿賀野川水系西ノ沢を渡る。
東ノ沢橋
- 全長：10.0 m
- 幅員：10.5 m
- 竣工：1975年（昭和50年）[1]

東ノ沢側道橋
- 全長：17.6 m
- 幅員：2.0 m
- 形式：PC単純プレテン床版橋
- 施工：川田建設
- 竣工：2015年度（平成27年度）
- 総工費：4600万円

会津美里町穂馬字天国甲から字東天甲に至り、一級水系阿賀野川水系東ノ沢を渡る。歩行者安全性向上のために2015年度に歩道として東ノ沢側道橋が地域活性化道路整備事業として建設された。
馬越橋
- 橋長：120 m
- 幅員：6 m
- 竣工：1969年（昭和44年）[3]

会津美里町穂馬字下川原乙から会津若松市大戸町大字上三寄字南原に至り、一級水系阿賀野川水系阿賀川を渡る。

## 歴史
- 1971年6月26日 - 建設省告示第1069号が公布され、福島県道会津高田本郷線の一部、上三寄会津高田線が主要地方道会津高田上三寄線に指定される。
- 1976年（昭和51年）4月1日 - 福島県によって県道路線に認定される[4]。
- 1993年（平成5年）5月11日 - 建設省から、県道会津高田上三寄線が会津高田上三寄線として主要地方道に指定される[5]。

## 地理

### 通過する自治体
- 大沼郡会津美里町
- 会津若松市

### 交差する道路
- 会津美里町内
  - 国道401号（起点）

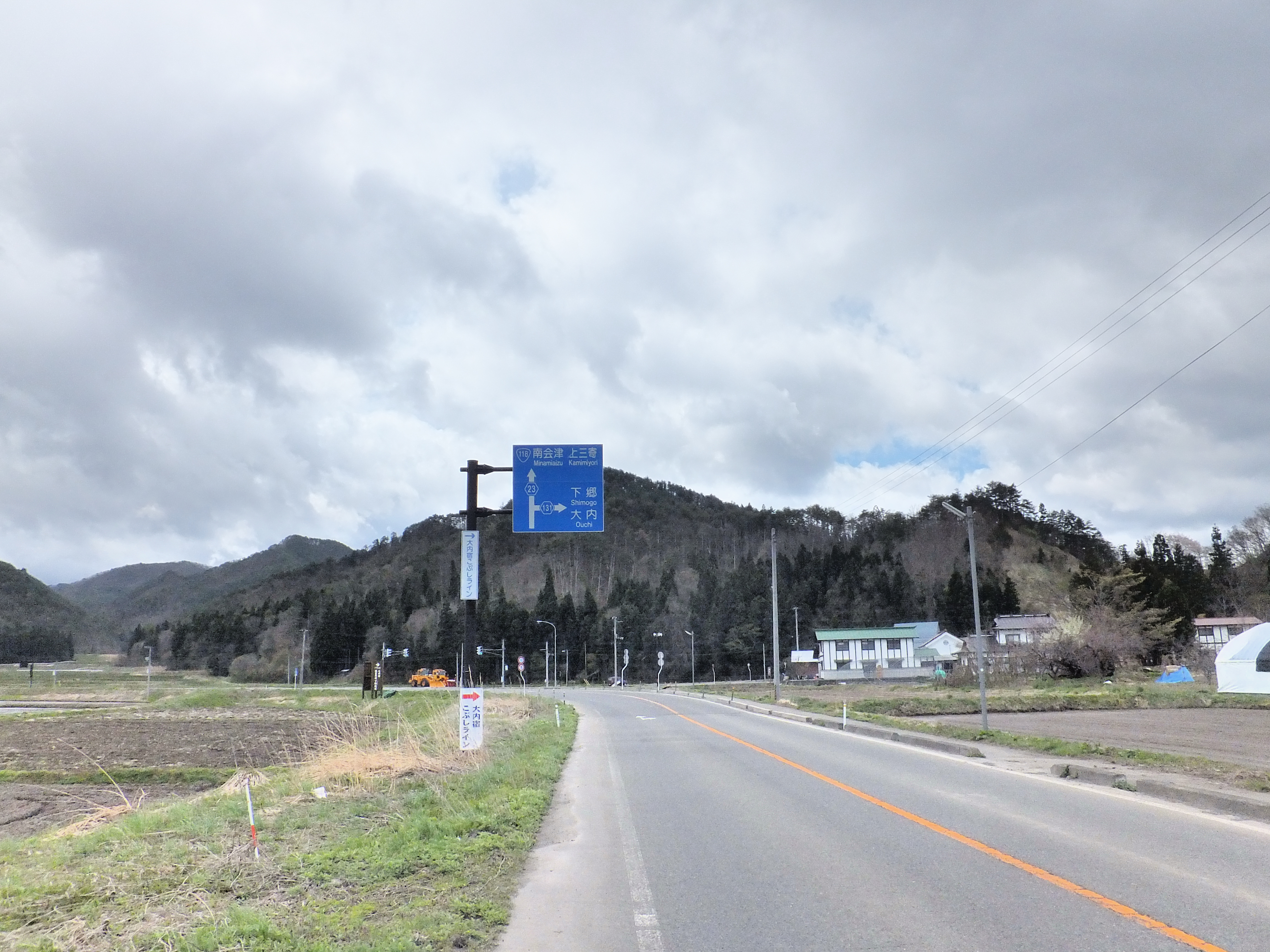
福島県道23号（2013年5月、会津美里町内にて）

  - 福島県道130号会津高田会津本郷線（大沼郡会津美里町永井野）
  - 福島県道128号会津若松会津高田線（大沼郡会津美里町冨川）
  - 福島県道72号会津坂下会津本郷線（大沼郡会津美里町大石）
  - 福島県道131号下郷会津本郷線（大沼郡会津美里町氷玉）
- 会津若松市内
  - 国道118号（国道121号重複）（終点）